# منزفیلد وودهاوس
منزفیلد وودهاوس (به انگلیسی: منزفیلد Woodhouse) یک روستا در بریتانیا است که در منزفیلد واقع شده‌است.